# Ugrovača
Ugrovača  je rijeka u Bosni i Hercegovini.
Rijeka Ugrovača teče kroz Rakitno polje koje povremeno plavi. Protječe i kroz kanjon Brine. Ulijeva se u rijeku Lišticu koja je ponornica.